# Телепнёво (Московская область)
Телепнёво — деревня в городском округе Истра Московской области России. Население — 95 чел. (2016), в деревне две улицы — Солнечная и Южный Склон. С Истрой деревня связана автобусным сообщением (маршруты № 34, 48).

## Население
| 1852 | 1859 | 1886 | 1890 | 1899 | 1926 | 2002 |
| ---- | ---- | ---- | ---- | ---- | ---- | ---- |
| 393  | ↘371 | ↗424 | ↗443 | ↘424 | ↘168 | ↘32  |
| 2006 | 2010 | 2016 |      |      |      |      |
| ↗63  | →63  | ↗95  |      |      |      |      |

## География
Деревня Телепнёво находится на западе Московской области, в южной части городского округа Истра, примерно в 12 км на юго-запад от окружного центра — города Истры, на левом берегу реки Малой Истры, высота центра — 175 метров над уровнем моря. Ближайшие населённые пункты — деревни Новосёлово, Дергайково, Леоново и Киселёво.

## История
В середине XIX века в селе Телепнево государственных имуществ 2-го стана Звенигородского уезда Московской губернии было 45 дворов, церковь, крестьян 185 душ мужского пола и 208 душ женского.
В «Списке населённых мест» 1862 года — казённое село 2-го стана Звенигородского уезда по левую сторону Московского почтового тракта по направлению из Москвы в Волоколамск, в 21 версте от уездного города и 8 верстах от становой квартиры, при реке Безыменке, с 22 дворами и 371 жителем (184 мужчины, 187 женщин).
В 1886 году село входило в состав Лучинской волости Звенигородского уезда, в нём насчитывалось 68 дворов, проживало 424 человека; действовала православная церковь, имелись лавка и мастерская по выделке овчины.
В 1899 году в селе 424 жителя, имелось сельское училище.
По данным на 1911 год число дворов составляло 60, работали земское училище и две чайные лавки.
По материалам Всесоюзной переписи населения 1926 года — административный центр Телепнёвского сельсовета Лучинской волости Воскресенского уезда Московской губернии, в 1,6 км от Волоколамского шоссе и 3,2 км от станции Новоиерусалимская Московско-Виндаво-Рыбинской железной дороги; проживало 168 человек (90 мужчин, 78 женщин), насчитывалось 32 хозяйства, из которых 30 крестьянских.
С 1929 года является населённым пунктом Московской области в составе Телепнёвского сельсовета Воскресенского района (1929—1930), Телепнёвского сельсовета Истринского района (1930—1939), Костровского сельсовета Истринского района (1939—1957, 1960—1963, 1965—1994), Костровского сельсовета Красногорского района (1957—1960), Костровского сельсовета Солнечногорского укрупнённого сельского района (1963—1965), Костровского сельского округа Истринского района (1994—2006), сельского поселения Костровское Истринского района (2006—2017), городского округа Истра (с 2017).
До середины XX века в Телепнёве существовала кирпичная церковь Воздвижения Честного Креста Господня, построенная в 1860-е годы на средства А. Г. Спасской. Представляла собой одноглавый четверик с трёхъярусной шатровой колокольней и трапезной с Никольским и Алексиевским приделами. В 1933 году церковь была закрыта, а после Великой Отечественной войны сломана. Под храмом находилась усыпальница Спасских.